# Garde à vous (émission de télévision)
Pour les articles homonymes, voir Garde-à-vous (homonymie).
Garde à vous est une émission de téléréalité française diffusée pour la première saison entre le 16 février 2016 et le 8 mars 2016 sur M6. 
Dans la ligne du Pensionnat de Chavagnes, du Pensionnat de Sarlat et de Retour au pensionnat à la campagne, l'émission met cette fois en scène un groupe d'hommes de 18 à 27 ans confronté durant trois semaines aux dures conditions du service militaire des années 1960 sous les ordres de l'instructeur Marius, un ancien commando marine.
Le tournage a eu lieu dans les Ardennes au fort de Charlemont de Givet, un ancien centre d'entraînement commando qui a été utilisé par l'armée française.

## Historique
Garde à vous est annoncée le 31 mai 2015 par Nicolas de Tavernost, président du directoire de M6, dans l'émission Le Supplément sur Canal+. D'après lui, l'émission permettrait de répondre à l'éternelle question sur le retour du service militaire, parfois regrettée par certaines personnes. L'émission n'inclut donc aucune élimination et n'a pour but que l'immersion.

## Casting

### Participants
| Nom du candidat     | Âge    | Origine            | Période d'apparition à la télévision | Statut                         |
| ------------------- | ------ | ------------------ | ------------------------------------ | ------------------------------ |
| Franck Polo         | 27 ans | France             | 16 février 2016 – 16 février 2016    | Abandon volontaire le 1er jour |
| Pierre-Antoine Leux | 19 ans | France             | 16 février 2016 – 16 février 2016    | Abandon volontaire le 1er jour |
| Thomas Michot       | 18 ans | Villiers-sur-Marne | 16 février 2016 – 16 février 2016    | Abandon volontaire le 2e jour  |
| Thomas Baumgarten   | 23 ans | Beaune             | 16 février 2016 – 23 février 2016    | Abandon volontaire le 7e jour  |
| Orhan Bolu          | 18 ans | France             | 16 février 2016 – 23 février 2016    | Abandon volontaire le 7e jour  |
| Jordan Marbeau      | 26 ans | Paris              | 16 février 2016 – 1er mars 2016      | Abandon volontaire le 10e jour |
| Nelson Jangwa-Bebey | 22 ans | Le Havre           | 16 février 2016 – 1er mars 2016      | Abandon volontaire le 10e jour |
| Romain Arcangeli    | 21 ans | Marseille          | 16 février 2016 – 08 mars 2016       | Jour 1 à 21                    |
| Quentin Armand      | 20 ans | Séez               | 16 février 2016 – 08 mars 2016       | Jour 1 à 21                    |
| Axel Ghozelam       | 22 ans | Aix-en-Provence    | 16 février 2016 – 08 mars 2016       | Jour 1 à 21                    |
| Augustin Kauffer    | 22 ans | Poissy             | 16 février 2016 – 08 mars 2016       | Jour 1 à 21                    |
| Adrien Laurent      | 21 ans | Paris              | 16 février 2016 – 08 mars 2016       | Jour 1 à 21                    |
| Florian Lorailler   | 22 ans | Amiens             | 16 février 2016 – 08 mars 2016       | Jour 1 à 21                    |
| Louis Mahé          | 18 ans | Paris              | 16 février 2016 – 08 mars 2016       | Jour 1 à 21                    |
| Kévin Mayavanga     | 22 ans | Paris              | 16 février 2016 – 08 mars 2016       | Jour 1 à 21                    |
| Lakhdar Rahim       | 20 ans | Besançon           | 16 février 2016 – 08 mars 2016       | Jour 1 à 21                    |
| Florian Roche       | 22 ans | Avignon            | 16 février 2016 – 08 mars 2016       | Jour 1 à 21                    |
| Seyba Thiam         | 24 ans | Paris              | 16 février 2016 – 08 mars 2016       | Jour 1 à 21                    |
| Giovanni Vairon     | 22 ans | Givors             | 16 février 2016 – 08 mars 2016       | Jour 1 à 21                    |

### Encadrement
| Nom                | Origine | Apparition à la télévision | Statut                 |
| ------------------ | ------- | -------------------------- | ---------------------- |
| Dominique Cortiula | France  | 16 février 2016            | Capitaine du fort      |
| Marius,            | France  | 16 février 2016            | Patron de la formation |
| Dominique          | France  | 16 février 2016            | Chef                   |
| Frédéric           | France  | 16 février 2016            | Chef                   |

## Déroulement

### Élèves de jour
Liste des élèves de jour :
- Jour no 1 : Seyba Thiam
- Jour no 2 : Adrien Laurent
- Jour no 7 : Axel Ghozelam

### Sections
| Section bleue       | Section jaune     |
| ------------------- | ----------------- |
| Adrien Laurent      | Seyba Thiam       |
| Louis Mahé          | Giovanni Vairon   |
| Augustin Kauffer    | Quentin Armand    |
| Axel Ghozelam       | Kévin Mayavanga   |
| Florian Roche       | Lakhdar Rahim     |
| Romain Arcangeli    | Jordan Marbeau    |
| Nelson Jangwa-Bébey | Florian Lorailler |

## Audiences

### Garde à vous
| Épisode | Jour et horaire de diffusion          | Téléspectateurs | Parts de marché sur les 4 ans et plus | Classement des audiences de la soirée | Référence |
| ------- | ------------------------------------- | --------------- | ------------------------------------- | ------------------------------------- | --------- |
| 1       | Mardi 16 février 2016 (20:55 – 23:00) | 3 769 000       | 14,6 %                                | 3e                                    | [ 4 ]     |
| 2       | Mardi 23 février 2016 (20:55 – 22:45) | 3 617 000       | 14,7 %                                | 2e                                    | [ 5 ]     |
| 3       | Mardi 1er mars 2016 (20:55 – 22:45)   | 3 003 000       | 12,5 %                                | 4e                                    | [ 6 ]     |
| 4       | Mardi 8 mars 2016 (20:55 – 22:40)     | 2 711 000       | 11,3 %                                | 3e                                    | [ 7 ]     |

Légende :
En fond vert = Les plus hauts chiffres d'audiences
En fond rouge = Les plus bas chiffres d'audiences
Le premier épisode a réalisé 1,2 million de vues sur la plateforme 6play. L'audience consolidée du 1er épisode est donc de 4 900 000 téléspectateurs.  

### Garde à vous, les dessous du service
| Épisode | Jour et horaire de diffusion          | Téléspectateurs | Parts de marché sur les 4 ans et plus | Classement des audiences de la soirée | Référence |
| ------- | ------------------------------------- | --------------- | ------------------------------------- | ------------------------------------- | --------- |
| 1       | Mardi 16 février 2016 (23:00 – 23:40) | 2 832 000       | 20 %                                  | 1er                                   | [ 8 ]     |
| 2       | Mardi 23 février 2016 (22:45 – 23:45) | 2 057 000       | 15,3 %                                | 2e                                    | [ 8 ]     |
| 3       | Mardi 1er mars 2016 (22:45 – 23:45)   | 1 581 000       | 12,3%                                 | 4e                                    | [ 8 ]     |
| 4       | Mardi 8 mars 2016 (22:40 – 23:30)     | 1 660 000       | 12 %                                  | 3e                                    | [ 8 ]     |

Légende :
En fond vert = Les plus hauts chiffres d'audiences
En fond rouge = Les plus bas chiffres d'audiences

## Rumeurs d'une saison 2
Concernant une 2e saison de l'émission, la chaîne M6 n'a aucun projet à ce sujet. À la suite d'une rumeur diffusée dans les médias fin janvier 2018, le service communication de M6 indique que « Studio 89 Productions ne travaille absolument pas sur une saison 2 de cette émission, et aucun tournage n'est prévu à Saint-Brieuc ». Cependant, la société de production Studio 89 et la chaîne étudieraient d'autres formats d'émission, différents de Garde à vous !, et n'exclueraient pas de faire revenir certains intervenants.